# Göteborgs konstmuseum
Göteborgs konstmuseum er  kunstmuseet på Götaplatsen i Göteborg i Sverige.

## Samlingerne
Museet rummer verdens fineste samling af nordisk kunst fra slutningen af det 19. århundrede. Et højdepunkt er det overdådigt udsmykkede Fürstenberg Galleri, opkaldt efter den førende Göteborg kunstmæcen, Pontus Fürstenberg og hans kone Göthilda.  Krøyer, Carl Larsson, Bruno Liljefors, Edvard Munch og Anders Zorn er repræsenteret.
Museet rummer også ældre og moderne kunst, både nordisk og internationalt. Samlingen omfatter fx Claude Monet, Picasso og Rembrandt. Museet har tre stjerner i Michelin Green Guide.

## Arkitektur
Museumsbygningen blev tegnet til den internationale udstilling i Göteborg 1923 af arkitekt Sigfrid Ericson til fejringen af byens 300 års jubilæum og repræsenterer den monumentale neo-klassisk stil i nordisk arkitektur. Det er bygget af gule "Göteborg mursten" på grund af deres hyppige brug i byen. Museet danner den imponerende ende af hovedgaden, Kungsportsavenyn.

## Galleri
- Geskel Saloman, Emigration, 1872
- P.S. Krøyer, Hip, hip, hurra! Kunstnerfest på Skagen, 1886
- Anders Zorn, Ute (Udendørs), 1888
- Vincent van Gogh, Olivenhain 1889